# Parque Nacional W do Níger
O Parque Nacional W do Níger corresponde à parte que fica no Níger do Parque Nacional W, que também inclui áreas do Benim e do Burquina Fasso.
O Parque Nacional W é um dos grandes parques nacionais do Níger. O parque inclui um meandro do Rio Níger que tem a forma de um "W" e que lhe dá o seu nome invulgar. A maior parte do parque está no Níger, mas também inclui áreas do Benim e do Burquina Fasso. Os seus 10.000 km² são praticamente desabitados.
O parque é famoso pelos seus grandes mamíferos.

## História
Em 25 de Junho de 1953 foi estabelecida a reserva de fauna e floresta estatal que se viria a tornar um parque nacional a 4 de Agosto de 1954. Foi reconhecida a sua importância internacional na Convenção de Ramsar em 1987 e em Abril de 1996 o governo do Níger notificou oficialmente o projecto para criar uma reserva da biosfera na região W do Níger, tendo como centro o Parque Nacional W.

## UNESCO
Foi inscrito como Patrimônio Mundial da UNESCO em 1996 com extensão em 2017 por: "incluir a maior e mais importante faixa de savana do oeste africano, sendo refúgio para uma enorme quantidade de espécies que desapareceramd e outars regiões da África. É o lar da maior população de elefantes do oeste da África e a maior quantidade de mamíferos típicos da região como o peixe boi africano, guepardo, leão e leopardo"
Em 1996 apenas o Parque Nacional W fazia parte do Patrimônio Mundial. A partir de 2017 foi realizada uma extensão e os outros dois parques foram adicionados, Parque Nacional Arli em Burquina Fasso e Parque Nacional Pendjari em Benim.